# Bomber (indumento)

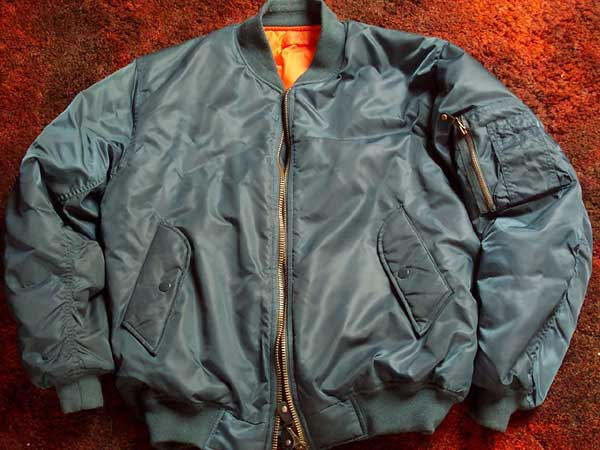
Un bomber

Il bomber è un tipo di giubbotto, originariamente creato per piloti militari, in seguito passato a far parte del guardaroba casual "civile".

## Storia
Durante la prima guerra mondiale, il bomber fu realizzato come capo di abbigliamento per i piloti, dato che molti aeroplani da guerra avevano l'abitacolo aperto, e quindi per i piloti era una necessità mantenersi sufficientemente al caldo. Si tratta dell'evoluzione della giacca a vento che i piloti del Royal Flying Corps avevano adottato sin dal 1915.

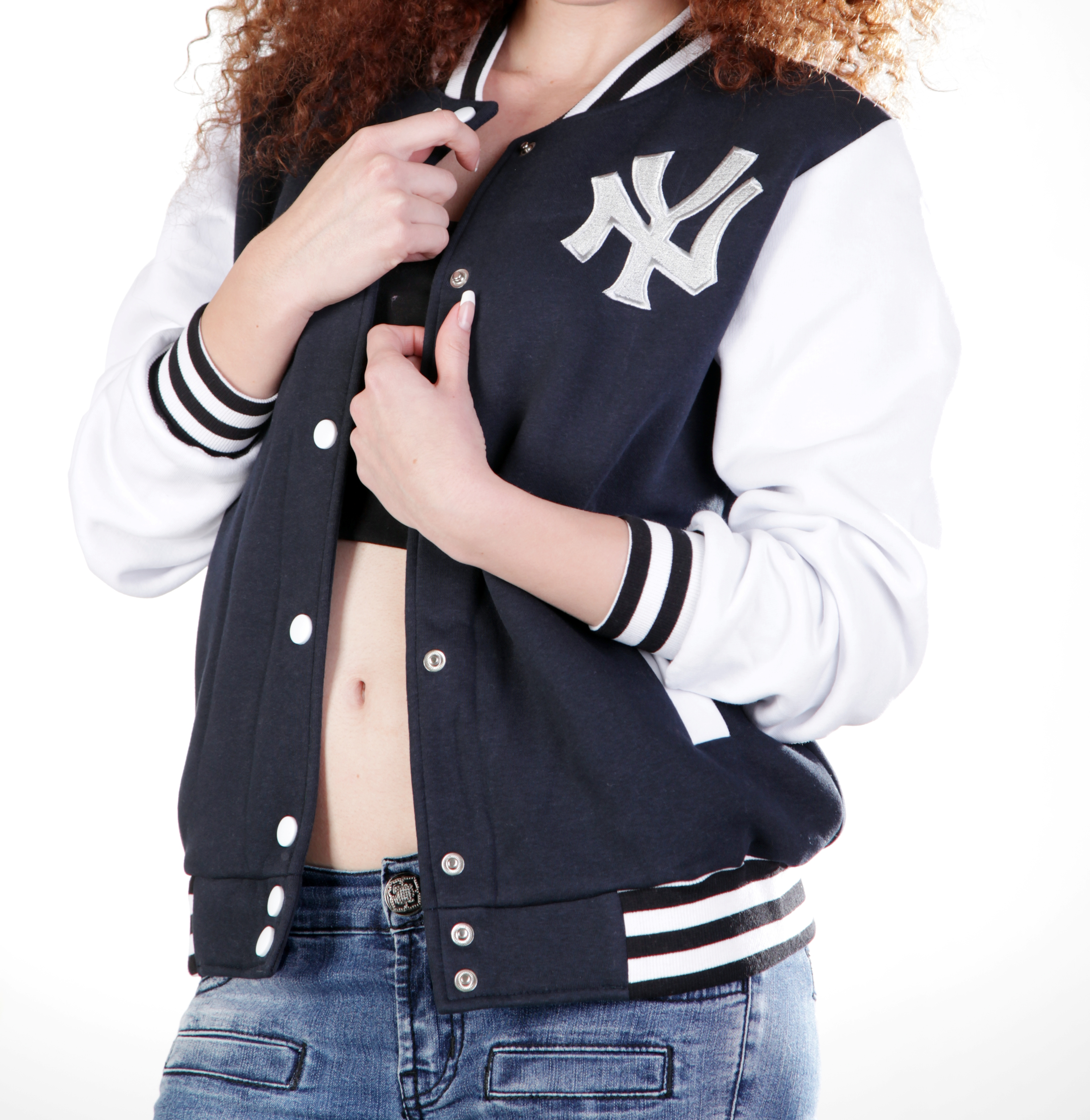
Esempio di bomber baseball in stile anni '80

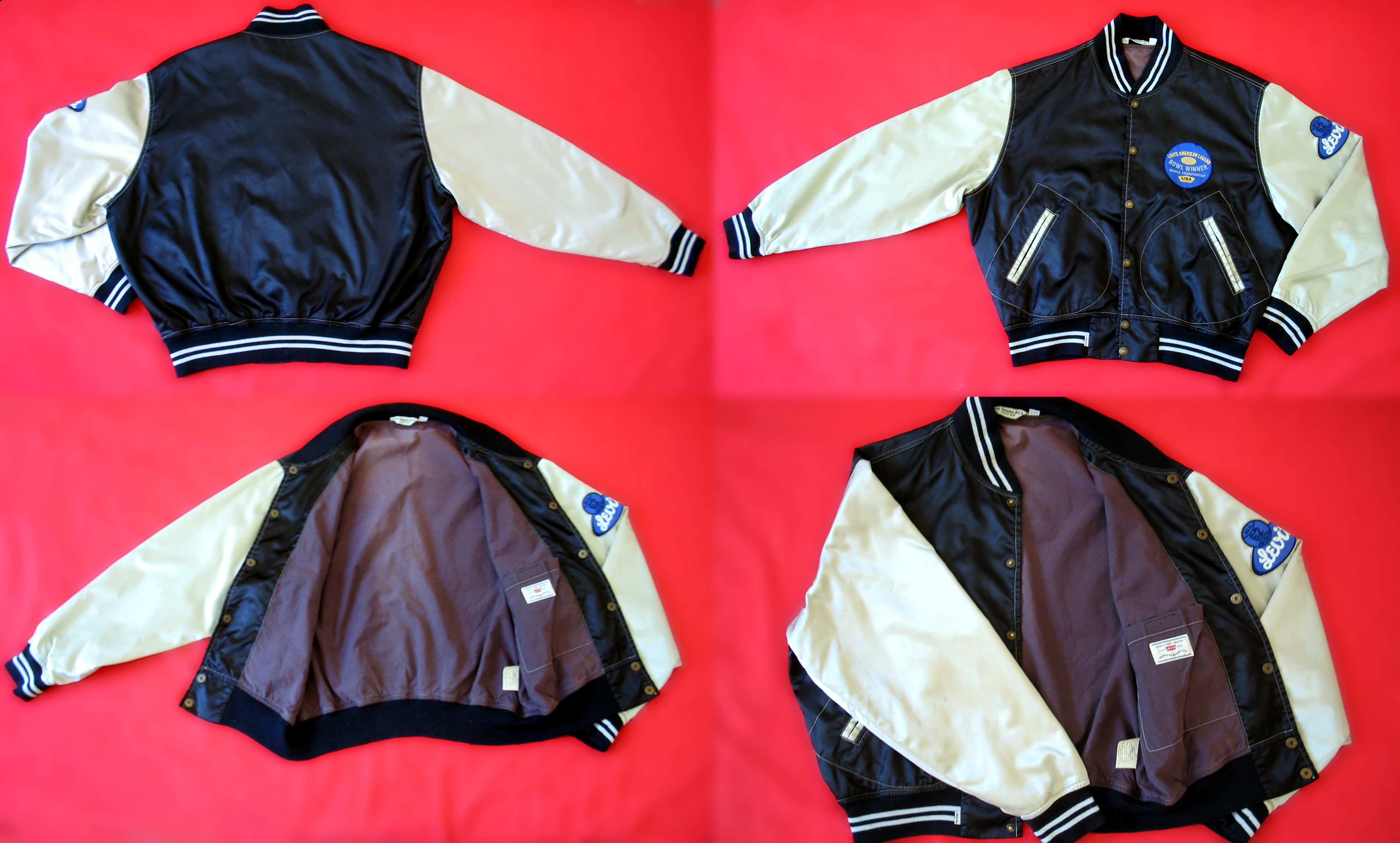
Esempio di bomber baseball in stile anni '80 estivo

Diventa capo di moda a cavallo fra gli anni settanta ed ottanta come i "bomber baseball", ed in seguito viene adottato da diverse subculture come dagli skinhead negli anni ottanta e dalla cultura hip hop nei primi anni duemila.

## Descrizione
Il modello del moderno bomber è rimasto sostanzialmente invariato negli anni. I modelli più comuni hanno linea e maniche abbondanti, elastico in vita ed ai polsi e chiusura a cerniera lampo. I colori variano su una vasta gamma, ma fra le tinte più comuni rimane il verde mimetico, retaggio della sua origine di capo militare.